# Plínio Salgado
Plínio Salgado   (São Bento do Sapucaí, 22 de gener de 1895 - São Paulo, 8 de desembre de 1975) va ser un escriptor, periodista, poeta, historiador, teòleg i polític conservador brasiler que va fundar i va dirigir l'Acció Integralista Brasilera (AIB), un partit nacionalista catòlic d'extrema dreta inspirat en els principis del moviment feixista italià.
Inicialment partidari de la dictadura de Getúlio Vargas, posteriorment va ser detingut i obligat a exiliar-se a Portugal, acusat de promoure aixecaments contra el govern. Després de tornar al Brasil, va posar en marxa el Partido de Representação Popular (PRP), sent elegit per representar Paraná a la Cambra de Diputats el 1958 i reelegit el 1962, aquesta vegada per representar a São Paulo. També va ser candidat a la presidència de la República del Brasil a les eleccions de 1955, obtenint el 8,28% dels vots. Després del cop d'estat de 1964, que acabà extingint els partits polítics, ingressà a l'Aliança Renovadora Nacional (Aliança Renovadora Nacional, ARENA), obtenint dos mandats més a la Cambra. Es va retirar de la vida política l'any 1974, just un any abans de la seva mort.
Va ser membre de l'anomenat Grupo dos Cinco juntament amb els escriptors Mário i Oswald de Andrade, i les pintores Tarsila do Amaral i Anita Malfatti, i va ser un dels organitzadors de la Setmana d'Art Modern del 1922, esdeveniment que marca l'inici del Modernisme al Brasil.
Fou membre de l'Acadèmia Paulista de Letras (APL), havent també fundat alguns diaris.

## Biografia
Nascut al petit poble de São Bento do Sapucaí, Plínio Salgado era fill del coronel Francisco das Chagas Salgado (positivista) i de la professora Ana Francisca Rennó Cortez, amb qui va aprendre les primeres lletres. La seva família era d'origen portuguès. El seu avi patern, Manuel Esteves da Costa, era fill d'un partidari del miguelisme en el context de les guerres liberals. Plínio era un nen molt actiu a l'escola, que havia desenvolupat el gust per les matemàtiques i la geometria. Als setze anys d'edat, el seu pare va morir, fet que, segons alguns relats, el va convertir en un jove amarg. Després d'això, Plini va mostrar un gran interès per la filosofia i la psicologia.
Als 20 anys d'edat, Plínio va fundar el setmanari Correio de São Bento. Dos anys més tard, l'any 1918, va començar la seva carrera política, participant en la fundació del Partit Municipalista, que va reunir dirigents municipals de ciutats de la Vall de Paraíba. El mateix any, Plínio es va casar amb Maria Amélia Pereira i, el 6 de juliol de 1919, va néixer la seva única filla, Maria Amélia Salgado. Quinze dies després va morir la seva esposa Maria Amélia Pereira. Deprimit, va rebutjar l'estudi dels filòsofs materialistes i va buscar consol en la doctrina catòlica, interessant-se pels escrits d'autors brasilers com Raimundo de Farias Brito i Jackson de Figueiredo. Una vegada més, la mort d'un ésser estimat tindria un gran impacte en la vida de Plini. No es tornaria a casar fins 17 anys després, amb Carmela Patti.
A través dels seus articles al Correio de São Bento, Plínio es va donar a conèixer entre els periodistes de la ciutat de São Paulo, fet que el va portar a ser convidat a treballar al Correio Paulistano, el diari oficial del Partido Republicano Paulista (PRP) el 1920. Allà, on va treballar primer com a corrector i després com a redactor, va fer amistat amb el poeta i escriptor Menotti Del Picchia. L'any 1922, Plínio va participar discretament a la Setmana d'Art Modern. L'any 1924 va deixar Correio Paulistano i va ocupar una feina al bufet d'advocats d'Alfredo Egídio de Sousa Aranha, amb qui mantindria vincles duradors.
Va publicar la seva primera novel·la, O Estrangeiro, l'any 1926. Després, en companyia de Cassiano Ricardo, Menotti Del Picchia i Cândido Mota Filho, es va alinear amb el Moviment Verde-Amarelo, la part nacionalista del modernisme. L'any següent, al costat de Ricardo i de Picchia, va fundar el Grupo da Anta, que elogiava els indígenes, en particular els tupis, com autèntics portadors de la identitat nacional brasilera. El mateix any publica Literatura e política, un llibre en què defensa idees nacionalistes de caràcter fortament antiliberal i agrari, inspirat en les obres d'Alberto Torres i Oliveira Viana. En el llibre, es declara anticosmopolita, defensor d'un Brasil agrari i contrari al sufragi universal. Aquest gir cap al conservadorisme va portar Ricardo a fundar, l'any 1937, al costat de Del Picchia, el Grupo da Bandeira, una resposta socialdemòcrata al Moviment Verde-Amarelo i al Grupo da Anta. Entrevistat sobre la Setmana de 22, moviment artístic en el qual va participar, l'any 1972, Salgado va destacar el seu discurs a Tiro de Guerra, en el qual va fer una apologia per l'Orde, la Jerarquia i l'Autoritat.

### Integralisme
El 1928 va ser elegit diputat estatal a São Paulo pel PRP. El 1930 va donar suport a la candidatura de Júlio Prestes contra Getúlio Vargas. Després, sense acabar el mandat de diputat, va viatjar a Europa com a tutor del fill de Sousa Aranha, després d'haver quedat impressionat per la Itàlia feixista de Benito Mussolini. De tornada al Brasil, el 4 d'octubre de 1930, l'endemà de l'inici de la Revolució de 1930, que va deposar el president Washington Luís, va escriure dos articles al Correio Paulistano defensant el seu govern. Tanmateix, amb la victòria dels revolucionaris, va començar a donar suport al règim instaurat per Vargas, fins i tot després d'haver escrit el manifest de la Lliga Revolucionària de São Paulo, una organització de suport a Vargas dirigida per Miguel Costa i João Alberto.
El juny de 1931, va esdevenir director d'A Razão, un diari aleshores fundat recentment per Sousa Aranha a São Paulo. En ell, va desenvolupar una intensa campanya contra la constitucionalització del Brasil. Com a resultat, va provocar la ira dels activistes contra la dictadura, que van incendiar la seu del diari poc abans de l'esclat de la revolució constitucionalista de 1932.
El febrer de 1932, Plínio va fundar la Sociedade de Estudos Políticos (Societat d'Estudis Polítics, SEP), que va reunir, entre d'altres, alguns dels principals intel·lectuals simpatitzants del feixisme. Mesos després, va llançar el Manifest d'Octubre, que presentava les directrius per a la fundació d'un nou partit polític, l'Acció Integralista Brasilera (AIB). El febrer de 1934, en el I Congrés Integralista, a Vitória, Plínio va confirmar la seva autoritat absoluta sobre l'entitat de nova creació, havent rebut el títol de «cap nacional» de l'AIB.

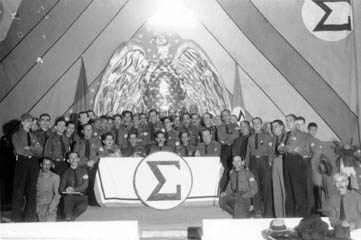
Sessió de cloenda del Congrés Integralista. Plínio Salgado està assegut al centre. Blumenau, 1935
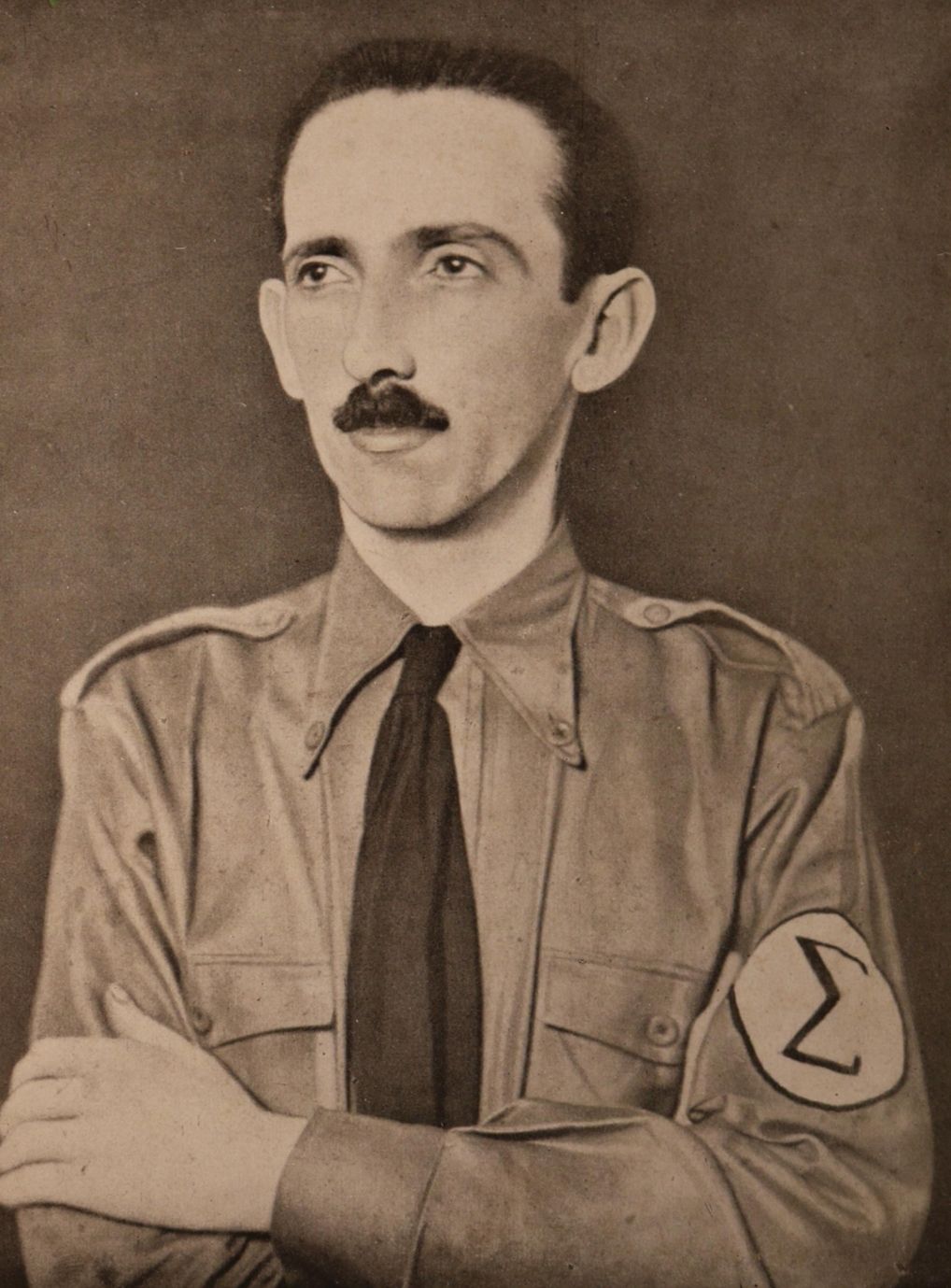
Foto famosa de Plínio Salgado, l'any 1935. Va ser penjada a les cases dels integralistes

Tot i rebutjar el racisme, Plínio va adaptar quasi tota la simbologia del feixisme, com ara els uniformes dels militants, les manifestacions al carrer molt regimentades i una retòrica agressiva. El moviment va ser finançat directament, en part, per l'ambaixada italiana. Com a característiques del moviment, la salutació romana anava acompanyada del crit de la paraula tupí «Anauê», que vol dir «ets el meu germà», mentre que la lletra de l'alfabet grec sigma maiúscula (Σ) servia de símbol oficial de l'AIB. Els líders negres Abdias do Nascimento i João Cândido van participar activament en el moviment. Cal destacar que, malgrat que Plínio va rebutjar el racisme i l'antisemitisme, molts dels militants del partit van adoptar idees racistes. El periodista sensacionalista Leandro Narloch assegura, sense citar fonts, que l'any 1936, durant una desfilada de militants integralistes, centenars de negres van ser colpejats al centre de Rio.
L'AIB va tenir com a base de suport els immigrants italians, bona part de la comunitat portuguesa, les classes altes i mitjanes i els militars, sobretot a la Marina. A mesura que el partit creixia, Vargas va tenir en l'integralisme la seva única base de suport mobilitzada en l'espectre de la dreta, que va quedar extasiada amb la seva repressió contra l'esquerra brasilera.
L'any 1937, Plínio va presentar la seva candidatura presidencial per a les eleccions previstes per al gener de 1938. Conscient de la intenció de Vargas d'anul·lar les eleccions i perpetuar-se al poder, va donar suport al cop d'estat de l'Estado Novo, amb l'esperança de fer de l'integralisme la doctrina de base del nou règim, ja que Vargas li hauria promès el Ministeri d'Educació en el nou govern. Però el president va prohibir l'AIB, donant-li el mateix tracte que va donar a altres partits polítics després de transformar el Brasil en un sistema de partit únic.
L'any 1938, militants integralistes intentarien dues vegades (al març i al maig), impulsar aixecaments contra el govern. Tot i negar la participació en els fets, Plínio va ser detingut després de l'aixecament de maig (i va ser empresonat a la Fortaleza de Santa Cruz, a Niterói), i aproximadament un mes després enviat a l'exili durant sis anys a Portugal. Durant el període d'exili forçós, va intentar rehabilitar la seva imatge amb el govern de Vargas, lloant-la en alguns manifestos, entre ells quan el Brasil va declarar la guerra a l'Alemanya nazi i l'Itàlia feixista.

### Després de l'exili
Plínio va tornar al Brasil l'any 1945, amb la fi del règim de l'Estado Novo, i va fundar el Partido de Representação Popular (Partit de Representació Popular (PRP), amb l'objectiu de reformular la doctrina integralista. Per a l'historiador Gilberto Calil, en un article publicat a la Revista de História da Biblioteca Nacional, durant aquest període «els integralistes van fer un esforç enorme per amagar el seu passat feixista i van començar a presentar-se com a defensors de la democràcia».
Encara impulsat per l'ambició de ser president, Plínio es va presentar a les eleccions de 1955 sota les seves noves sigles, obtenint només 714 mil vots (un 8% del total). Després de les eleccions, Plínio va donar suport a la presa de possessió del president electe Juscelino Kubitschek, que va ser impugnada per la União Democrática Nacional (Unió Nacional Democràtica, UDN), i va ser nomenat director de l'Institut Nacional d'Immigració i Colonització.
Posteriorment, l'any 1958, va ser elegit representant de l'estat de Paraná a la Cambra de Diputats. Seria reelegit el 1962, aquesta vegada per representar l'estat de São Paulo. Dos anys més tard, va ser un dels ponents de la Marxa de la Família amb Déu per la Llibertat a São Paulo, moviment que s'oposava al president João Goulart. Plínio va donar suport al cop d'estat de 1964 que va deposar Goulart i, amb la implantació del sistema bipartidista, va emigrar cap a l'Aliança Renovadora Nacional (Aliança Nacional de Renovació, ARENA) juntament amb bona part dels militants del PRP, obtenint dos mandats més com a diputat federal. Prestigiós entre els militars, fins i tot va escriure compendis d'Educació Moral i Cívica durant el règim. L'any 1974 decideix retirar-se de la vida pública.
Plínio Salgado va morir l'any següent, als 80 anys d'edat, a São Paulo, havent estat enterrat al cementiri de Morumbi.

## Creences
Al centre del pensament social i polític de Plínio Salgado hi ha l'«home integral». Es basa en la seva doctrina de l'integralisme brasiler. «Per sobre dels règims, que ho prometen tot, hi ha l'home mateix, del qual cal preservar la personalitat, i per sobre de l'home hi ha el seu Creador, al servei del qual hem de dirigir els nostres passos en la terra, a través d'un pas tan curt per aquest món», va escriure Salgado. Encara segons el seu pensament, «la persona humana (...) és el punt de partida i final de totes les consideracions socials i polítiques, el fonament dels grups naturals, la font del dret i la independència de les nacions».
Plínio Salgado va lluitar contra les que considerava «mutiladores» o «unilaterals» concepcions de l'home, amb èmfasi en l'individualisme, el col·lectivisme i l'estatisme. Aquestes concepcions provenien de diverses fonts; d'una banda, hi havia el pensament provinent de Jean-Jacques Rousseau i, en general, dels Enciclopedistes; de l'altra, «l'optimisme liberal de Locke»; i, d'altra banda, el «pessimisme totalitari» de Hobbes. Va entendre que l'individualisme començava per Rousseau i acabava amb Nietzsche, incloent-hi tant el positivisme de Comte com l'evolucionisme i el pragmatisme de William James. Per a ell, el col·lectivisme també venia de Rousseau, acabant en Marx, mentre que el totalitarisme venia sobretot de Hobbes.
Per a Plínio Salgado, la conseqüència d'aquestes concepcions «mutilades» de l'home és la producció de monstres: «El monstre individual, el monstre col·lectiu, el monstre de l'Estat, el monstre de la raça, el monstre de la llibertat».
| « | Alguns veuen en l'home només la seva realitat econòmica: és l'home econòmic de Marx. Altres només han vist la realitat política: és l'home cívic de les democràcies agnòstiques. Altres només han vist les realitats del plaer sensual: és l'home pansexualista de Freud. Altres només han vist les realitats dels impulsos violents i dominants: és el superhome de Nietzsche. Altres només han vist les realitats de la diferenciació del plasma germinatiu; i va engendrar l'home-raça de Ludwig Gumplowicz, Gustav Ratzenhofer, Houston Stewart Chamberlain i Gobineau. Anteriorment, Rousseau i Locke havien considerat només la bondat natural de l'ésser humà, mentre que Hobbes només considerava el mal natural de la nostra espècie. | » |

## Literatura
La «forma pliniana» és típicament nacionalista. Plínio busca una fesomia lingüística espontània i nacional, aprofundint en el misteri del portuguès brasiler, la vida nacional i la naturalesa americana. Per a això, articula brasilismes, indianismes i africanismes amb propietats fonètiques i sintàctiques. Segons Flue Gut, «un dels aspectes més cridaners de la novel·la de Plínio Salgado és el doble caràcter que dona a la llengua, expressant i creant nacionalitat. Neix espontàniament de la terra i crea de nou l'esperit de la terra, mostrant-ho en la seva virilitat i bellesa, en la seva audàcia i ingenuïtat, en el seu pols i entusiasme, en la seva espiritualitat i dedicació, però també en la seva impotència i fragilitat, en els seus prejudicis i avatars caòtics».
La novel·la de Plínio Salgado és «un viatge aeri per la realitat brasilera», en un estil cinematogràfic, dinàmic i sincrètic. No se centra en una figura central, sinó en fragments, tipus i símbols dispars, buscant un mosaic. Per a Plínio, la novel·la moderna exigeix aquesta rapidesa, simultaneïtat, complexitat i dinamisme. Per a Plínio, l'artista és «un mitjà de les intencions del seu temps». Així, l'estil de Plínio Salgado es caracteritza fortament per la síntesi, la concisió i la rapidesa, per tal de captar la velocitat i el tumult de la vida moderna. Flue Gut escriu que el peculiar estil de Plínio Salgado «fa diàfana la mateixa foscor, […] divinitza els episodis més habituals, […] fa palpables i intuïtives les escenes més divines». A més va dir «ple d'al·lusions ràpides, acaba sent una mica hermètica per als que no tenen la preparació adequada, segons Silveira Bueno». Malgrat l'absència d'una unitat orgànica a les seves novel·les principals (excepte A Voz do Oeste), Plínio aïlla estèticament les parts i les totalitza.
Tota l'obra de Plínio té un lirisme peculiar, que busca el pas perpetu del pessimisme a l'optimisme. Flue Gut ho resumeix així: «L'home enfrontat a la naturalesa exuberant de la terra, descoratjant-lo en l'intent de dominar-la, i alhora provocant-lo a imitar el seu exemple de perpetua renovació elemental de la joventut». Així, la vida fa torns amb la mort, el bé amb el mal, l'alegria amb la tristesa, però sobretot i malgrat tot, es mantenen vius i assolellats els ideals de vida, que permeten «entreveure somriures, on els rostres s'immobilitzen en el suïcidi».
La literatura pliniana es caracteritza, doncs, per una forta simbologia. S'agita en la lluita entre l'ideal i la realitat, l'ésser humà lluitant entre l'esperit i la matèria. A la seva novel·la, tres grans arquetips, que marquen els seus personatges positius, garanteixen la victòria de l'esperit, amb la possessió de la llibertat i la disciplina. Són els arquetips tradicionals del Savi, el Sant i l'Heroi. Els tres tipus reclamen el grau més alt de domini sobre ells mateixos, per la llibertat de les seves ànimes. El savi esdevé lliure a través de l'esperit, el sant amb la renúncia, l'heroi mitjançant el sacrifici en l'acte heroic. Tots estan units pel tipus comú de l'Artista. La consciència d'un ideal comú, superindividual, el desig de possessió solidària d'aquest ideal, caracteritzen el nacionalisme polític de la literatura de Plínio Salgado. Mostrant aquest ideal en la seva realitat contingent, enmig de moltes contradiccions, Plínio Salgado pretén crear una «revolució interior» en la consciència dels lectors.
Profundament nacionalista, Plínio Salgado pretenia desenvolupar una estètica espontàniament brasilera, a través d'un «nacionalisme interior i intuïtiu». Reaccionant contra altres corrents modernistes, a través de la «Revolução da Anta», Plínio va dur a terme un projecte literari destinat no només a explicar històries interessants, sinó a explorar la pròpia vida brasilera en íntima comunió amb la terra, dins l'ambient nacional, per conèixer, viure i sentir el «brasiler essencial». Així, va buscar la forma en el contingut del Brasil. Amb això, la seva literatura va passar del camp purament estètic-literari al de marcadament ètnic-social, de manera que la seva literatura és profundament social, nacional i política. Segons Flue Gut, Plínio Salgado també va estar influenciat tant pel tradicionalisme com pel modernisme.

### Crítica literària
L'any 1926, l'escriptor Monteiro Lobato, en un article referit a la novel·la O Estrangeiro, de Plínio Salgado, diu que «Plínio Salgado aconsegueix el miracle d'abraçar tot el fenomen paulista, el més complex del Brasil, potser un dels més complexa del món, situant-la en una imatge panoràmica d'un pintor impressionista». També assenyala que «tot el llibre és una riquesa inaudita de novetats bàrbares, sense mesura, sense vernís, sense paper de vidre acadèmic: només la força, la força pura, encara no enfilada a filferros de coure, de les grans cataractes brutes», acabant dient que «Plínio Salgado és una força nova amb la qual el país ha de comptar». De la mateixa manera, el crític literari Wilson Martins considerava O Estrangeiro com la major fita novel·lística de la dècada del 1920 al Brasil, juntament amb O Esperado, també de Plínio Salgado.
L'escriptor bahià Jorge Amado, el seu oponent polític i ideològic i membre del Partido Comunista Brasileiro (Partit Comunista Brasiler, PCB), presenta una visió diferent de l'obra literària de Plínio Salgado a O Cavaleiro da Esperança (1942), biografia del líder comunista Luís Carlos Prestes:
| « | Mai, al món sencer, inclòs el futurisme de Marinetti al fascius italià, incloses les teories àries del nazisme alemany molta idiotesa, tanta estupidesa, en tan mala literatura, com va fer l'integralisme al Brasil. Va ser un moment en què més que el ridícul només era la deshonestedat. Plínio Salgado, führer de l'opereta, messies del teatre barat, tenia el microbi de la mala literatura. Després d'haver fracassat en els seus plagis d'Oswald de Andrade, convençut que no havia nascut per copiar la bona literatura, en aquells anys va plagiar el pitjor imprès del món. És la literatura més imbecil que es pugui imaginar. | » |

## Obres
- Thabor (poemes), 1919
- A boa nova (assumptes bíblics), 1921
- O Estrangeiro (novel·la), 1926
- Literatura e Política, 1927
- A anta e o curupira (manifest modernista), 1927
- O curupira e o carão (en col·laboració de Menotti Del Picchia i Cassiano Ricardo), 1927
- A literatura gaúcha (conferència literaria realitzada al Centro Gaúcho de São Paulo), 1927
- O Esperado (novel·la), 1931
- Oriente (relat de viatges), 1931
- O cavaleiro de Itararé (novel·la), 1933
- O que é o Integralismo (filosofia política), 1933
- Psicologia da Revolução (filosofia, política i sociologia), 1933
- A Voz do Oeste (novel·la històrica), 1934
- O sofrimento universal (filosofia i sociologia), 1934
- A quarta humanidade (filosofia), 1934
- Despertemos a Nação (política), 1934
- A doutrina do Sigma (política), 1935
- Cartas aos Camisas-Verdes (discursos), 1935
- Palavra Nova dos Tempos Novos (temes literaris i polítics), 1936
- Nosso Brasil (brasilidade), 1937
- Geografia sentimental (brasilidade), 1937
- Páginas de combate (política), 1937
- Vida de Jesus (biografia i teologia), 1942
- A aliança do Sim e do Não (assaig històric, sociològic i religiòs), 1943
- A mulher no século xx (psicologia i sociologia), 1946
- O Rei dos Reis (història i religió), 1946
- Conceito cristão da democracia (assaig polític-filosòfic), 1946
- Primeiro, Cristo! (religió), 1946
- A Tua Cruz, Senhor (religió), 1946
- Como nasceram as cidades do Brasil (història), 1946
- Madrugada do espírito (antologia filosòfica-política), 1946
- O Integralismo brasileiro perante a Nação (selecció de documents sobre política), 1946
- A imagem daquela noite (teatre religiòs), 1947
- Mensagem às pedras do deserto (assaigs polítics), 1947
- Direitos e deveres do Homem (treball presentat en les Conversacions Catòliques de Sant Sebastià), 1948
- Poema da Fortaleza de Santa Cruz (poesia), 1948
- Extremismo e democracia (política), 1948
- O ritmo da história (assaigs polítics), 1949
- Discursos (selecció de conferències), 1949
- São Judas Tadeu e São Simão Cananita (hagiografia), 1950
- Sete noites de Joãozinho (literatura infantil), 1951
- Espírito da Burguesia (assaig sociològic), 1951
- O Integralismo na vida brasileira (història i política), 1953
- As qualidades e as virtudes de Euclides da Cunha (síntesi de les conferències fetes a São José do Rio Pardo durant la V Setmana Euclidiana; coautoria de Tasso da Silveira), 1954
- Atualidades Brasileiras, 1954
- Roteiro e crônica de mil viagens, 1954
- Críticas e prefácios (literatura), 1954
- Contos e fantasias (literatura), 1954
- Sentimentais (literatura), 1954
- A inquietação espiritual na atualidade brasileira, 1954
- Viagens pelo Brasil, 1954
- Mensagem ao povo brasileiro, 1955
- Livro verde da minha campanha, 1956
- Doutrina e tática Comunistas (nocions elementals), 1956
- A doutrina do Integralismo (opúscul), 1957
- Reconstrução do Homem, 1957
- Discursos na Câmara dos Deputados (selecció de discursos), 1961
- Poemas do século tenebroso (sota el pseudònim «Ezequiel»), 1961
- A crise parlamentar (cinc discursos), 1962
- Como se prepara uma China (política), 1962
- A Imitação de Cristo, Tomás de Kempis (traducció i introducció), 1963
- Instrução Moral e Cívica (llibre didàctic), 1964
- História do Brasil, 2 vols. (llibres didàctics d'història del Brasil), 1969
- Trepandé (novel·la), 1972
- 13 anos em Brasília (memòries), 1973
- Tempo de exílio (correspondència familiar), 1980 (obra pòstuma)
- Minha segunda prisão e meu exílio/Diário de bordo, 1980 (obra pòstuma)
- Perfil parlamentar de Plínio Salgado (organització i introducció de Gumercindo Rocha Dorea), 1982

### Opúscules editats pel Congrés Nacional
- A batalha do Riachuelo (com a orador oficial de Parlament del Brasil en les commemoracions del centenari), 1965
- Sol do Oriente, Sol do Ocidente (sobre les relacions entre el Brasil i el Japó, com a orador principal del Parlament del Brasil), 1967
- 40º aniversário do lançamento do Manifesto da Ação Integralista Brasileira, 1972
- O grito do Ipiranga (per l'ocasió del sesquicentenari de la Independència del Brasil), 1972
- A Semana de Arte Moderna (en el commemoracions del 50è aniversari de la Semana de Arte Moderna), 1972
- Orígens e evolução do Parlamento (sesquicentenari del Legislatiu del Brasil), 1973
- Evolução histórica da gravura (durant l'apertura de l'exposició retrospectiva promoguda a Brasília), 1974
- Despedida do Parlamento, 1975

### Arxiu Plínio Salgado
Els documents de Plínio Salgado es troben ara sota la custòdia de l'Arxiu Públic i Històric del Municipi de Rio Claro.
La col·lecció consta de 40.970 correspondències de 1926-1976 (61.194 pàgines); més de 400 llibres, especialment les obres doctrinals de Plínio Salgado i publicacions d'autors integralistes; actes produïts pels nuclis de l'Acció Integralista Brasilera i directoris del Partit de Representació Popular; 6.762 fotografies familiars i polítiques amb l'Acció Integralista Brasilera i el Partit de Representació Popular ; 570 exemplars de diaris i revistes, especialment A Offensiva (1934-1938), O Aço Verde (1935) i Monitor Integralista (1933-1937), Revista Anauê (1935-1937), Acção (1936-1938); a més d'objectes personals i material de propaganda política com botons, distintius, medalles, banderes, adhesius, vaixella, etc.
L'octubre de 2014, la col·lecció Plínio Salgado, conservada a l'Arxiu Públic i Històric del Municipi de Rio Claro, va ser nominada al Programa Memòria del Món de la UNESCO (Memory of the World, MoW). Creat per la UNESCO (Organització de les Nacions Unides per a l'Educació, la Ciència i la Cultura) l'any 1992, el Programa Memòria del Món reconeix documents o conjunts de documents, arxius i biblioteques de gran valor internacional, nacional i regional com a patrimoni de la humanitat.